# Michael C. Maronna

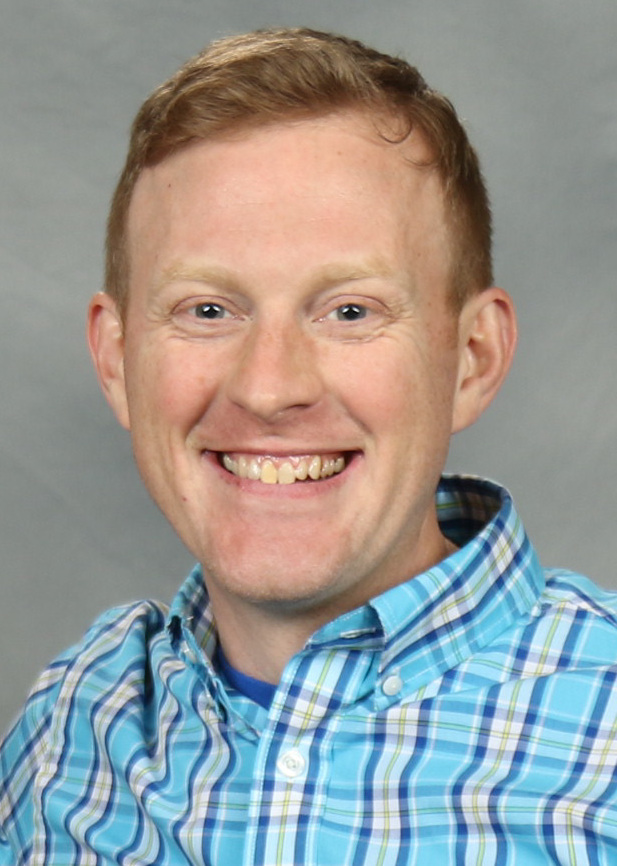
Michael C. Maronna (2016)

Michael C. Maronna, auch Mike Maronna (* 8. Oktober 1977 in Rhode Island) ist ein US-amerikanischer Film- und Fernsehschauspieler, der vor allem für seine Rolle als älterer Pete Wrigley aus der Nickelodeon-Serie Pete & Pete bekannt ist.

## Leben
Seine ersten Filmauftritte hatte Mike Maronna an der Seite Macaulay Culkins als Jeff McCallister, dem älteren Bruder Kevin McCallisters im Film Kevin – Allein zu Haus und dem Nachfolger Kevin – Allein in New York. Danach spielte er die Rolle des ruhigen, nachdenklichen Big Pete Wrigley in der Fernsehserie Pete & Pete an der Seite des impulsiven Little Pete Wrigley, der von Danny Tamberelli gespielt wurde. Anschließend war er nur noch in Nebenrollen zu sehen, so etwa in dem Film Slackers. Bei Cabin Fever wurde er 2002 vom Regisseur Eli Roth durch einen anderen Schauspieler ersetzt.
Nach dem Ende seiner Schauspielkarriere wurde C. Maronna als Elektriker für Film- und Fernsehgeräte tätig, unter anderem hinter den Kulissen von Shades of Blue.

## Filmografie
- 1990: Kevin – Allein zu Haus (Home Alone)
- 1992: Kevin – Allein in New York (Home Alone 2: Lost in New York)
- 1993–96: Pete & Pete (The Adventures of Pete & Pete) – Fernsehserie
- 1997: Law & Order (Fernsehserie)
- 1998: Le New Yorker
- 2000: The Final Days (Kurzfilm)
- 2000: Expired (Kurzfilm)
- 2002: Slackers – Ran an die Bräute
- 2002: 40 Tage und 40 Nächte (40 Days and 40 Nights)
- 2003: What Alice Found
- 2003: Gilmore Girls (Fernsehserie)
- 2004: Bad Apple – Der Zorn der Mafia (TV)
- 2004: Men Without Jobs